# Abel Gómez Moreno
Abel Gómez Moreno (Sevilla, 20 de febrer de 1982) és un exfutbolista professional andalús, que ocupava la posició de migcampista. Actualment és entrenador del Real Club Recreativo de Huelva.

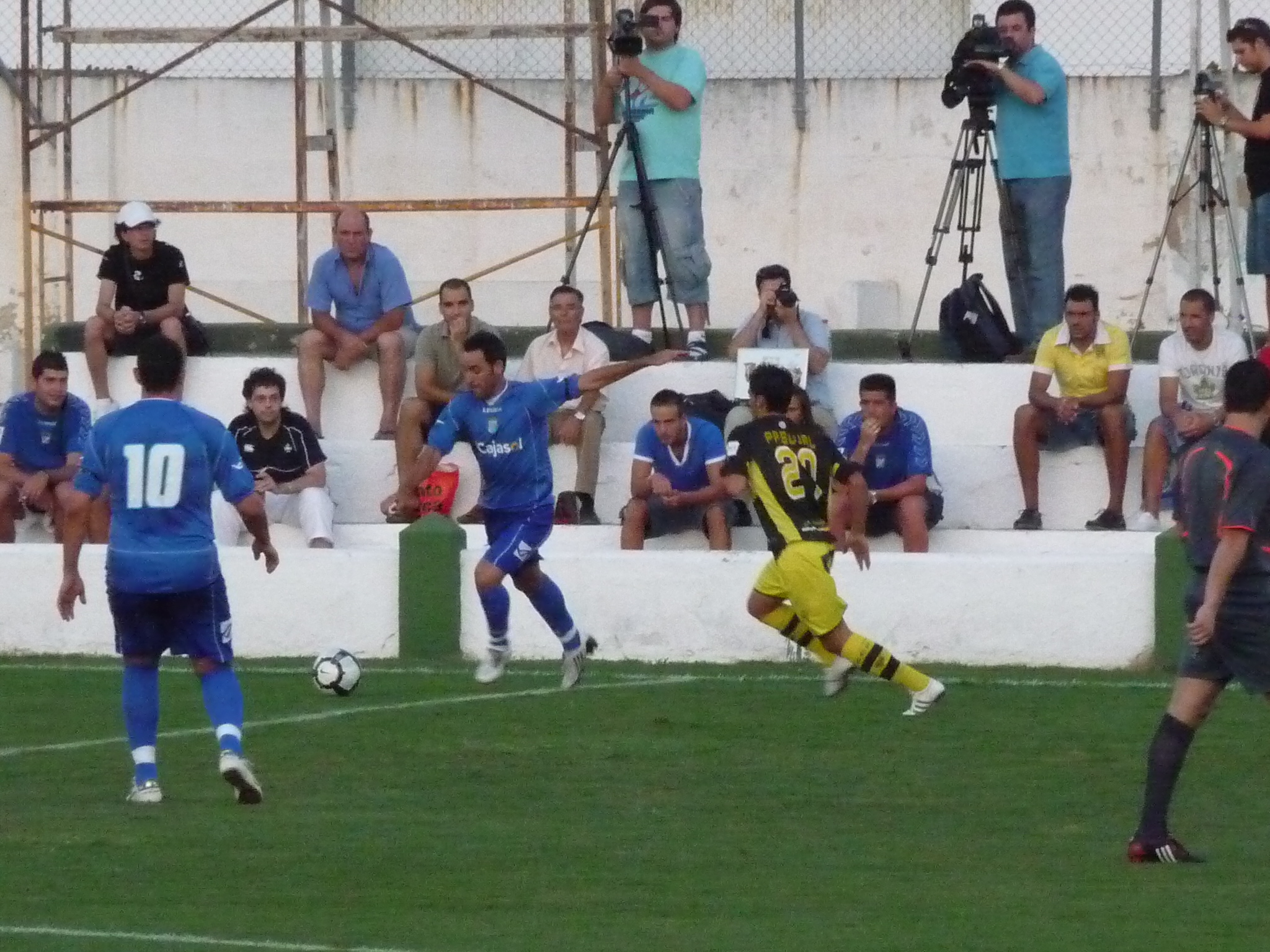
Abel, al centre, jugant amb el Xerez CD

## Carrera esportiva
Després de passar pels filials del Sevilla FC i del Màlaga CF (amb qui juga a Segona Divisió), el 2006 fitxa pel Reial Múrcia CF. Amb els pimentoners aconsegueix l'ascens a primera divisió el 2007, sumant 30 partits a la màxima categoria. L'estiu del 2008 marxa a l'Steaua de Bucarest, on roman uns mesos abans de retornar a Andalusia, a les files del Xerez CD, club amb el qual també ascendeix a primera divisió el 2009.